# Sea Shadow (IX-529)
Sea Shadow (IX-529) byl experimentání stealth katamarán námořnictva Spojených států amerických. Sloužil jako technologický demonstrátor možností opatření na redukci radarových signatur u hladinových lodí a dalších technologií. Ve službě byl v letech 1985–2006. Roku 2012 byl sešrotován. Bylo to první americké stealth hladinové plavidlo.

## Stavba

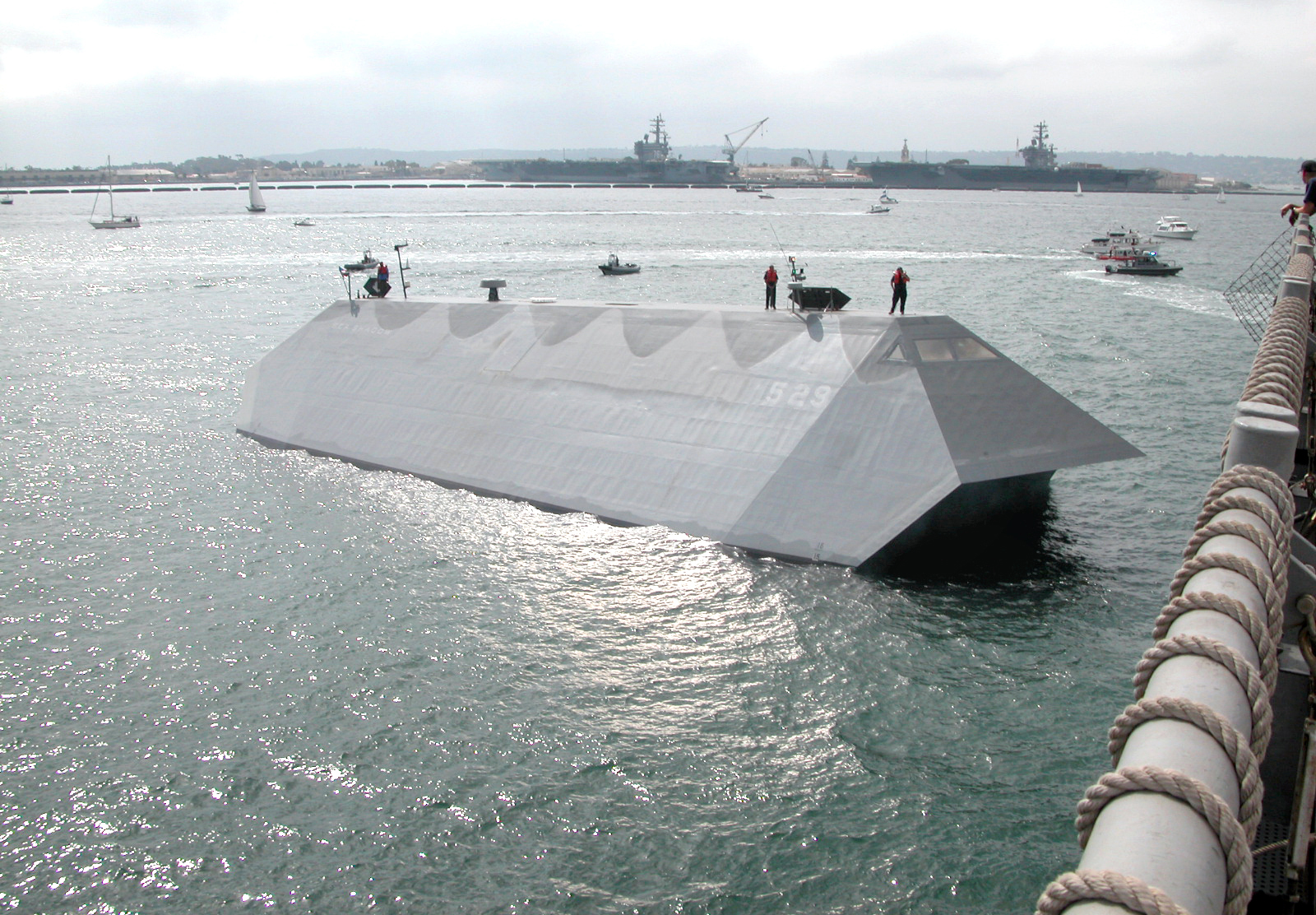
Sea Shadow

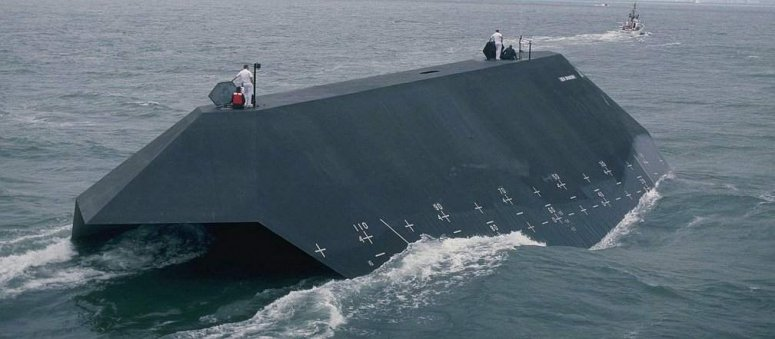
Sea Shadow

Kořeny tohoto projektu sahají až do roku 1978. V divizi společnosti Lockheed Advanced Development Programs (ADP), známé též jako Skunk Works, tehdy probíhal vývoj stealth útočného letounu Lockheed F-117 Nighthawk. Když měl tovární fotograf problémy zaostřit svým fotoaparátem Polaroid model letounu F-117, ukázalo se, že na letounu využití opatření (tvarování trupu a jeho pokrytí speciálními materiály) omezují nejen jeho zachytitelnost radarem, ale i sonarem. Vedoucí Skunk Works Ben Rich následně nechal zhotovit a otestovat stealth tvarovaný model ponorky. Ukázalo se, že sonarová ozvěna byla tisíckrát menší. Rich nabídl toto vylepšení Pentagonu, byl však odmítnut, neboť daní za obtížnější zjistitelnost stealth ponorek by byla jejich nižší rychlost (určité stealth tvarování trupu se objevuje až u nejnovějších projektů ponorek třídy Dreadnought a Typu 212CD). Naopak úspěšný byl Richův návrh na postavení stealth tvarovaného experimentálního plavidla na velmi stabilní platformě katamaránu typu SWATH. Vývoj plavidla poté objednala americká agentura DARPA. Objednáno bylo 22. října 1982. Vývojový tým Skunk Works vedl Ugo Coty. Nešlo přitom jen o omezení zachytitelnosti jinými plavidly, ale i radarem vybavenými sovětskými průzkumnými satelity.
Výrobou katamaránu Sea Shadow byla pověřena loděnice Lockheed Shipbuilding and Construction Company. Jeho stavba proběhla v letech 1983–1984 v Redwood City v Kalifornii. Kvůli přísnému utajení bylo plavidlo sestaveno v krytém plovoucím suchém doku Hughes Mining Barge (HMB-1) o výtlaku 4700 tun. HMB-1 byl postaven v rámci tajné operace CIA projekt Azorian, jejímž cílem bylo vyzvednutí sovětské ponorky K-129. Poté zůstával roky neaktivní, až se pro něj našlo využití v tomto programu.

## Konstrukce
Koncepcí se jedná o katamarán typu SWATH. Čtyřčlennou posádku tvořil kapitán, kormidelník, navigátor a palubní inženýr. Nenesl žádnou výzbroj. Nejvyšší rychlost dosahovala 13 uzlů.

## Služba

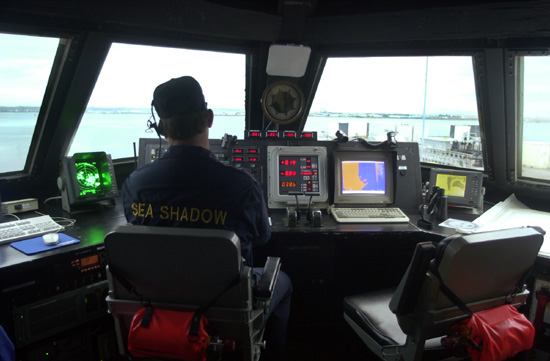
Můstek plavidla Sea Shadow

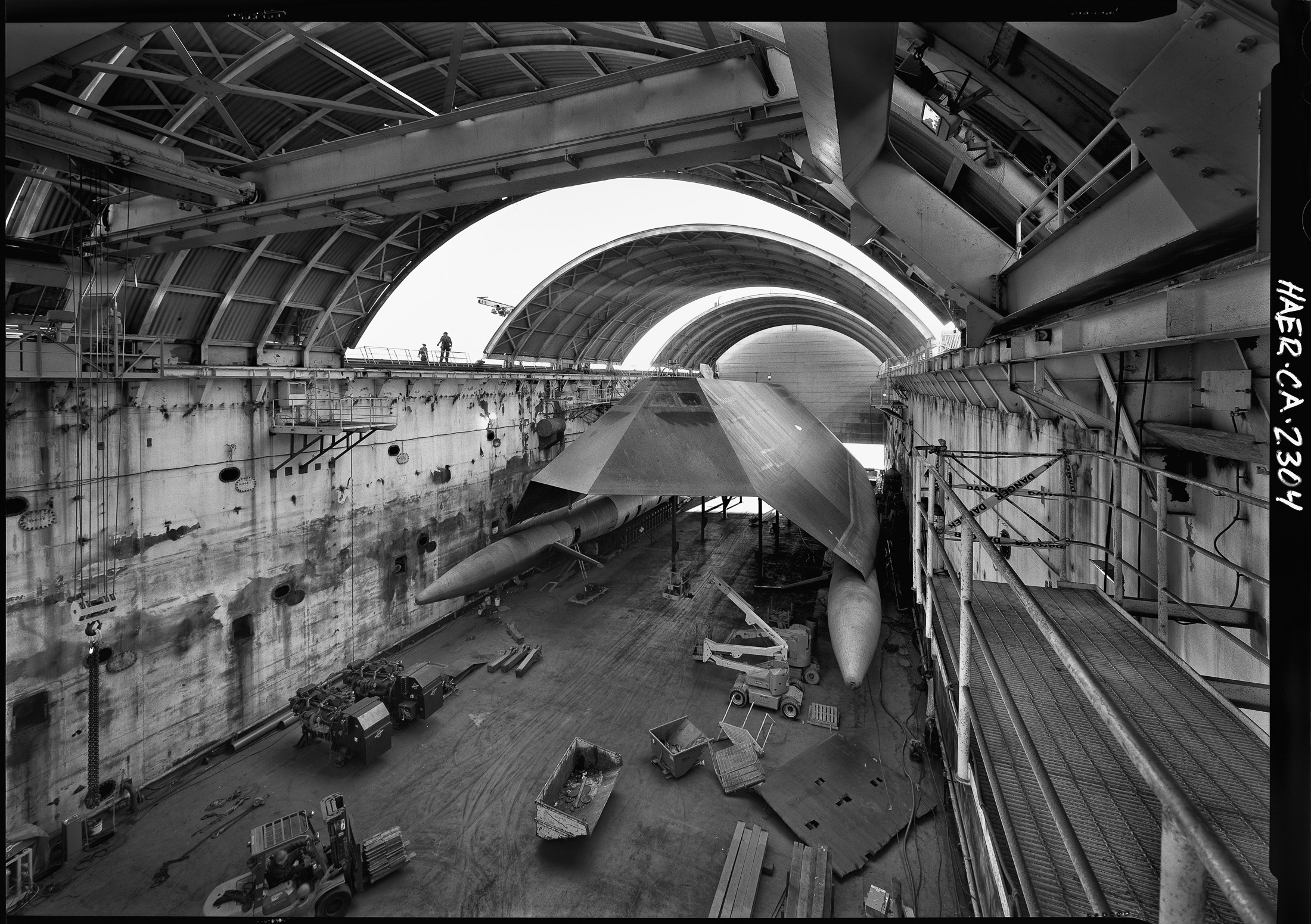
Sea Shadow během pobytu v suchém doku.

Sea Shadow vlastnilo americké námořnictvo, ale jeho posádku tvořily pracovníci společnosti Lockheed. První sérii zkoušel Sea Shadow podstoupil v letech 1985–1986. Jako základnu přitom i nadále využíval suchý dok HMB-1, ze kterého kvůli utajení vyplouval pouze v noci. Naopak ve dne probíhala jeho údržba. Následně bylo plavidlo neaktivní až do jara 1993.
Dne 11. dubna 1993 bylo obnoveno testování plavidla, přičemž tentokrát zkoušky probíhaly i ve dne a nebylo je již možné utajit. Proto byla veřejnost oficiálně informována o existenci „neviditelného“ plavidla Sea Shadow. Kromě základních technických údajů o výtlaku a rozměrech plavidla bylo pouze oznámeno, že slouží k testování pokročilých technologií s oblastech jako je řízení, automatizace, nautické vlastnosti a omezování signatur. Od března 1994 Sea Shadow zkušebně operoval s dalšími plavidly námořnictva. Ve stejném roce na něm byly testovány prototypy systémů Automated Combat Identification System (ACIDS) a Tactical Action Advisor (TAA). Na konci roku 1994 bylo plavidlo přesunuto do San Diega a deaktivováno.
V roce 1999 byl Sea Shadow reaktivován a společně se svým dokem prošel opravami v loděnici National Steel and Shipbuilding Co. (NASSCO). Nové kolo testování absolvoval ze základny Alameda Naval Air Station v Oaklandu. Ze služby byl definitivně vyřazen 22. srpna 2006. Roku 2012 byl sešrotován.
Provozem plavidla získané zkušenosti byly využity mimo jiné při vývoji speciálně tvarovaných ponorkových periskopů, nebo při redukci signatur torpédoborců třídy Arleigh Burke.